# White Diamond/Showgirl Homecoming Live
Es un DVD lanzado por la cantante del pop europeo Kylie Minogue el 7 de diciembre de 2007. Contiene un documental que habla sobre su recuperación del cáncer de mama y su decisión por volver a los escenarios; además incluye el concierto "Showgirl Homecoming" grabado en Melbourne, Australia el 11 de diciembre de 2006.

## White Diamond
Es un documental principalmente planeado para cine, no sólo se enfoca en el "Showgirl Homecoming Tour" del 2006. Kylie, que casi llega a los 40 años muestra estar orgullosa de sobrepasar sus dificultades.
Ella comentó: "Me siento Bien. Es extraño pensar que el álbum está casi próximo a salir, la gente habla sobre eso y la primera reacción será mia al verme en el documental. Estos (el cd y el documental) fueron mis pequeños proyectos durante tanto tiempo, y finalmente llegó el momento esperado. Estoy tratando de controlar la emoción y adaptarme. El documental fue filmado durante la gira y me alegro de que finalmente sea lanzado, además el filme muestra momentos difíciles. Primero está 'Showgirl Tour', después mi enfermedad y luego 'Showgirl Homecoming Tour'. Todo esto es todavía muy reciente para mí y estoy feliz de sacarlo ahora que la película está próxima a exhibirse".
Este documental significa el acercamiento más completo a la vida y a la música de la cantante australiana publicado hasta la fecha. Es un retrato íntimo de Kylie, ofreciendo información, entrevistas entre bambalinas e imágenes nunca publicadas anteriormente, y un completo concierto en directo, White Diamond es Kylie Minogue en su plenitud artística y personal. 
El documental está dirigido y producido por William Baker, que anteriormente ha trabajado con Garbage, Tricky, Björk, Tori Amos y Jamiroquai. El rodaje se realizó antes y durante la gira Showgirl: The Homecoming Tour y en el filme aparecen dos nuevas canciones de Kylie: I’m Hip y You Are There. 
"Cuando William Baker y yo comenzamos a trabajar en White Diamond hace más de un año, poco nos podíamos imaginar que se convertiría en un proyecto tan épico", afirma Kylie. "Un proyecto que cubriría todo el periodo completo hasta la gira Showgirl Homecoming. Es un viaje muy personal y sólo alguien tan cercano a mí como William podía haberlo capturado de forma tan única y amena".
La premier del DVD se realizó en 16 de octubre en Londres, una cadena de cines muy importante de aquel país patrocinó la premier. El documental solamente se transmitió esa noche como función única.

## La Música en White Diamond
| Canción                             | Intérprete                       | Esctitor(es)                                          |
| ----------------------------------- | -------------------------------- | ----------------------------------------------------- |
| "White Diamond (Film version)"      | Kylie Minogue                    | Minogue, Babydaddy, Jake Shears                       |
| "Finer Feelings"                    | Kylie Minogue                    | Mike Stock, Pete Waterman                             |
| "Sometime Samurai"                  | Towa Tei and Kylie Minogue       | Towa Tei, Minogue                                     |
| "Tears"                             | Kylie Minogue                    | Minogue, Dave Ball, Ingo Vauk                         |
| "I Believe In You"                  | Kylie Minogue                    | Minogue, S. Hoffman, J. Sellards                      |
| "Burning Up"                        | Kylie Minogue                    | Greg Fitzgerald, Tom Nicholls                         |
| "Vogue"                             | Kylie Minogue                    | Madonna, Pettibone                                    |
| "Being Boring"                      | Pet Shop Boys                    | Tennant, Lowe                                         |
| "Rent"                              | Liza Minnelli                    | Tennant, Lowe                                         |
| "Lovesong"                          | The Cure                         | Smith, Gallup, Thomson, Williams, Tolhurst, O'Donnell |
| "Made In Heaven (Film version)"     | Kylie Minogue                    | Matt Aitken, Stock, Waterman                          |
| "Kids"                              | Kylie Minogue and Bono           | Robbie Williams, Guy Chambers                         |
| "Losing My Mind"                    | Liza Minnelli                    | Stephen Sondheim                                      |
| "Try Your Wings"                    | Kylie Minogue                    | Michael Barr, Dion McGregor                           |
| "Je t'aime... moi non plus"         | Kylie Minogue                    | Serge Gainsbourg                                      |
| "Dreams"                            | Kylie Minogue                    | Minogue, Steve Anderson, David Seaman                 |
| "Can't Get You Out of My Head"      | Kylie Minogue and José González  | Cathy Dennis, Rob Davis                               |
| "You Are There"                     | Kylie Minogue and Steve Anderson | Dave Frishberg, Johnny Mandel                         |
| "Somewhere Over The Rainbow"        | Kylie Minogue                    | Harold Arlen, E.Y. Harburg                            |
| "Come Into My World"                | Kylie Minogue                    | Cathy Dennis, Rob Davis                               |
| "Alone Again"                       | Kylie Minogue                    | Madonna, Rick Nowels                                  |
| "Light Years"                       | Kylie Minogue                    | Minogue, Julian Gallagher, Richard Stannard           |
| "Turn It Into Love"                 | Kylie Minogue                    | Stock, Aitken, Waterman                               |
| "Diamonds Are A Girl's Best Friend" | Kylie Minogue                    | Leo Robin, Jule Styne                                 |

## Showgirl Homecoming Live
Es el concierto en vivo grabado en Melbourne, Australia en la Rod Laver Arena el 11 de diciembre. Perteneciente a su gira de regreso.
El intro del concierto inicia con una pequeña nota de Kylie que dice "Es un privilegio compartir éste momento con ustedes. Besos Kylie"

## Tracks
CD 1
- Documental "White Diamond" con una duración de 124 minutos aproximadamente.
- 'Kids' a dueto con Dannii Minogue (Bonus track)

CD 2
Setlist
Act 1: Homecoming
1. " Overture
2. " Better The Devil You Know
3. " In Your Eyes
4. " White Diamond
5. " On A Night Like This

Act 2: Everything Taboo
1. " Shocked
2. " What Do I Have To Do
3. " Spinning Around

Act 3: Samsara
1. " Confide In Me
2. " Cowboy Style/Finer Feeling
3. " Too Far

Act 4: Athletica
1. " Butterfly
2. " Red Blooded Woman/Where The Wild Roses Grow
3. " Slow
4. " Kids

Act 5: Dreams
1. " Somewhere Over The Rainbow
2. " Come Into My World
3. " Chocolate
4. " I Believe In You
5. " Dreams

Act 6: Pop Paradiso
1. " Burning Up / Vogue (Cover de Madonna)
2. " The Loco-motion
3. " I should be so lucky
4. " Hand On Your Heart

Act 7: Dance of the Cybermen
1. " Can't Get You Out Of My Head
2. " LightyYears/Turn It Into Love

Encore
1. " Especially For You
2. " Love At First Sight

BONUS TRACKS
Del "Showgirl Tour Live From Earl's Court" Reeditado:
- 01 In Denial
- 02 Je Ne Sais Pas Pourquoi
- 03 Confide In Me
- 04 Please Stay
- 05 Your Disco Needs You

- Datos: Q6167206